# Cloz
Cloz là một đô thị ở tỉnh Trento ở vùng Trentino-Alto Adige/Südtirol của Ý, tọa lạc cách 40 km về phía bắc của Trento. Tại thời điểm ngày 31 tháng 12 năm 2004, đô thị này có dân số 710 người và diện tích là 8,3 km².
Cloz giáp các đô thị: Laurein, Brez, Revò, Dambel và Romallo.